# Painonjärvi
Painonjärvi eller Pirjonjärvi är en sjö i Finland. Den ligger i kommunen Björneborg i landskapet Satakunta, i den sydvästra delen av landet, 210 km nordväst om huvudstaden Helsingfors. Painonjärvi ligger 67 meter över havet. Arean är 25 hektar och strandlinjen är 2,81 kilometer lång. Sjön  ingår i Karvia å huvudavrinningsområde.   I omgivningarna runt Painonjärvi växer i huvudsak blandskog.